# Twist (baile)

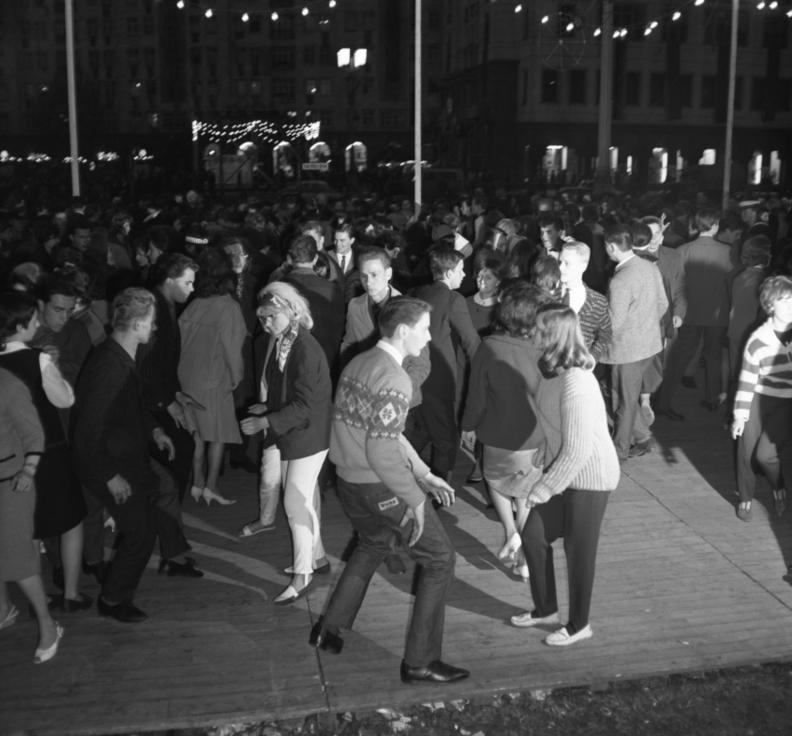
Jóvenes bailando el twist en Berlín, 1964.

El twist es un baile basado en el rock and roll muy popular a comienzos de la década de 1960, llamado así a partir de una canción que lo originó: "The Twist". Fue el primer estilo internacional de baile basado en el rock and roll, donde las parejas se tocaban mientras bailaban.
Este baile lo popularizó Chubby Checker en 1959 con su versión del tema de "The Class" y en 1960 con su versión del tema de "The Twist" compuesto por Hank Ballard en 1958. La versión de Checker llegó al número uno en las listas de éxitos de los Estados Unidos, y se convirtió en el poseedor de un récord al ser el primer sencillo en alcanzar el primer lugar dos veces en años diferentes. La primera vez en 1960 y luego en 1962.

## En España y Latinoamérica
A España el twist llegó en 1962, y fue entonces cuando grupos y solistas comenzaron a versionar y crear nuevos twist. Algunos de ellos son "Lo lita twist", "El twist de la risa", "Flamenco twist", "El twist del reloj", etc.
En Latinoamérica, la locura por el twist se desató también entre los años 1960-1962 pero no por las versiones de Checker o Ballard, sino por la de Bill Haley y sus Cometas. En México, fueron grandes éxitos temas "The Spanish Twist", "Florida Twist" y "Twist-er", donde la banda consiguió el reconocimiento de ser los iniciadores del baile de moda.

## Etimología
El uso del nombre twist (En inglés "retorcer") para el baile se remonta al siglo XIX. Según Marshall y Jean Stearns en Jazz Dance, un movimiento de baile pélvico llamado twist llegó a América desde el Congo durante la esclavitud. Una de las canciones de éxito de los primeros blackface minstrelsy fue el "Vine Twist" del intérprete de banjo Joel Walker Sweeney. Una de las primeras modas de baile negro de principios del siglo XX fue el "Mess Around", descrito por el compositor Perry Bradford en su éxito de 1912 "Messin' Around" como: "Ahora cualquiera puede aprender el truco, poner las manos en las caderas y doblar la espalda; quedarse en un lugar bien apretado, y girar, girar con todas las fuerzas". Pero el giro en este punto era básicamente moler las caderas.  El cantante de blues Bo Carter grabó "Twist It Babe" en 1931, siendo la referencia en la letra aparentemente una metáfora del sexo. En su "Winin' Boy Blues" de finales de los años 30, Jelly Roll Morton cantaba: "Mama, mama, look at sis, she's out on the levee doing the double twist". En la canción de 1953 "Let the Boogie Woogie Roll", Clyde McPhatter y the Drifters cantaban: "Cuando me miraba sus ojos brillaban como el oro, y cuando hacía el twist me golpeaba hasta el alma".
Pero el sencillo baile que ahora conocemos como el Twist tiene su origen a finales de los años cincuenta entre los adolescentes, y fue popularizado por Chubby Checker en su preparación para debutar la canción ante una audiencia nacional el 6 de agosto de 1960, en The Dick Clark Show, un programa de sábado por la noche que, a diferencia del disc-jockey Clark en su programa diurno American Bandstand, era un espectáculo de escenario con un público sentado.

## Origen
Dick Clark era una potencia musical en ese momento, gracias al American Bandstand, que se emitía cinco veces a la semana por las tardes, presentando bailarines locales y artistas visitantes que sincronizaban los labios junto con sus grabaciones. Clark vio el potencial de la canción cuando escuchó la versión original de Hank Ballard, pero Ballard y su grupo, cuyo mayor éxito había sido "Work With Me Annie" en 1954, fueron considerados demasiado obscenos para atraer a la audiencia adolescente de Clark. Instó al sello discográfico de Filadelfia Cameo / Parkway a grabar una nueva versión de "The Twist" con el joven y saludable Chubby Checker, quien había mostrado su talento para copiar a otros artistas en un éxito anterior "The Class". Lanzado en el verano de 1960, la interpretación de Checker de "The Twist" se convirtió en el número uno en la lista de sencillos en los Estados Unidos en 1960 y luego nuevamente en 1962.
En 1961, en el apogeo de la locura, los clientes del Peppermint Lounge de la ciudad de Nueva York en West 45th Street se retorcían al ritmo de la banda de la casa, un grupo local de Jersey, Joey Dee and the Starliters. Su canción, "The Peppermint Twist (Part 1)" se convirtió en el número uno en los Estados Unidos durante tres semanas en enero de 1962. En 1962 Bo Diddley lanzó su álbum Bo Diddley's A Twister. Grabó varias pistas de Twist, incluyendo "The Twister", "Bo's Twist" y "Mama Don't Allow No Twistin '", que aludían a las objeciones que muchos padres tenían a los movimientos pélvicos del baile.
En América Latina, el giro se incendió a principios de la década de 1960, impulsado por Bill Haley y sus cometas. Sus grabaciones de "The Spanish Twist" y "Florida Twist" fueron un éxito, particularmente en México. Haley, en entrevistas, dio crédito a Checker y Ballard. Casualmente, Checker apareció en dos musicales que tomaron sus títulos de películas que Haley hizo en la década de 1950: Twist Around the Clock (en referencia a Rock Around the Clock ) y Don't Knock the Twist (en referencia a Don't Knock the Rock ).

## Pasos

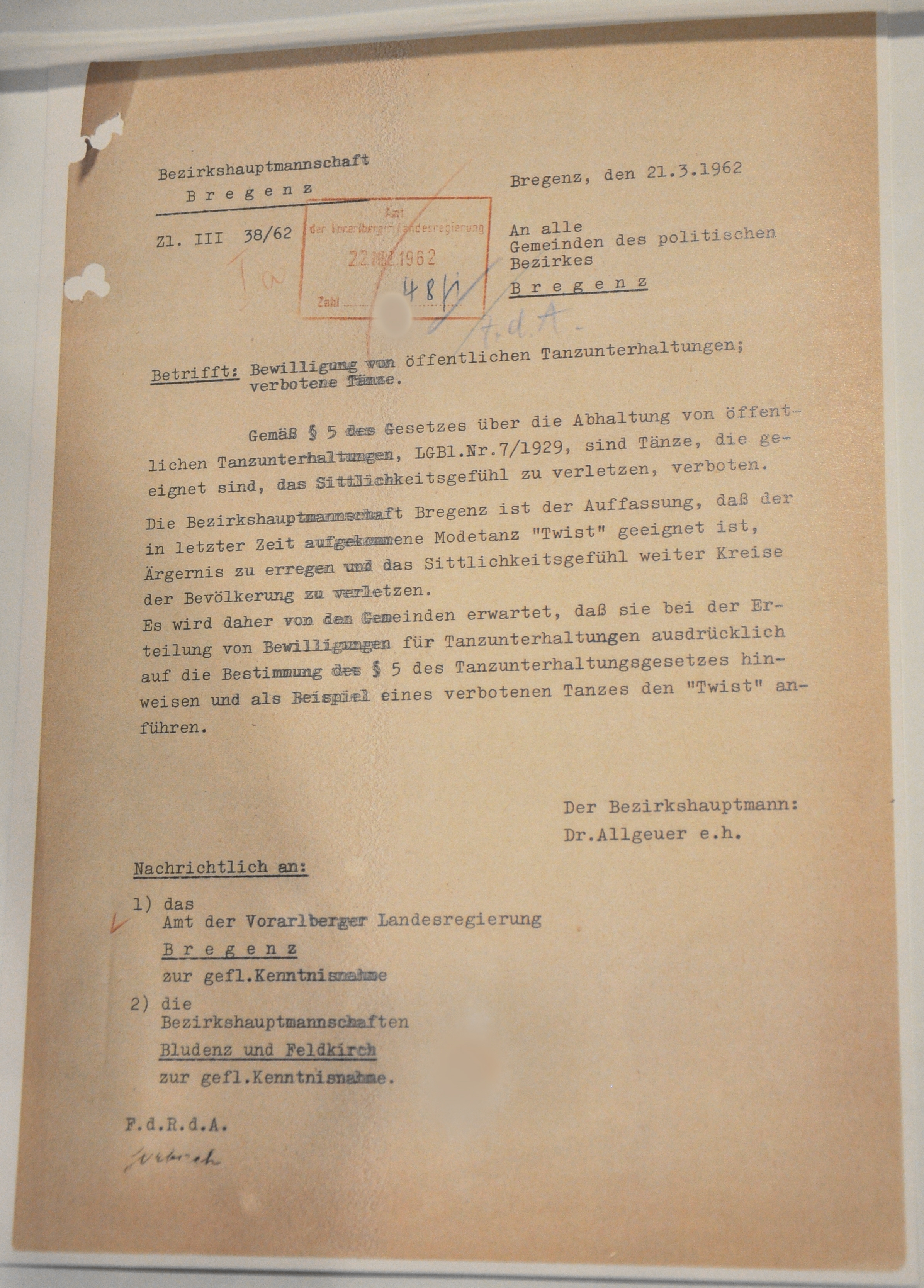
Circular del administrador del distrito de Bregenz, Anton Allgeuer, a los municipios, fechada el 21 de marzo de 1962, que prohíbe el twist: … La administración del distrito de Bregenz considera que el baile de moda, el «Twist», puede causar molestias y herir la sensibilidad moral de amplios sectores de la población. Por lo tanto, se espera que los municipios hagan referencia expresa a las disposiciones de la Sección 5 de la Ley de Entretenimiento de Danza al otorgar permisos para entretenimiento de danza y que citen el "Twist" como un ejemplo de baile prohibido. Museo de Vorarlberg.

La simplicidad del twist explica en gran medida su éxito excepcional. Consiste en girar rítmicamente la pelvis (y el trasero), con los brazos medio flexionados para acompañar el movimiento, con una pierna alternativamente estirada y la otra flexionada, o incluso levantada del suelo. Este movimiento se define con la fórmula: “Simula limpiarte las nalgas con una toalla de baño mientras aplastas un cigarrillo con el pie”.
Los bailes de rock 'n' roll en sentido estricto, derivados del swing y del bop de antaño, exigían un cierto aprendizaje mutuo de los compañeros, y por tanto tendían a estabilizar las parejas ya formadas seleccionando a los más expertos; Por el contrario, el twist es un baile sin contacto que requiere poco espacio y se puede realizar en solitario, en fila o en una multitud caótica.
El giro se realiza estando de pie con los pies separados aproximadamente a la anchura de los hombros. El torso puede estar alineado con las rodillas y las caderas, o girado en un ángulo para que un pie esté más adelantado que el otro. Los brazos se mantienen separados del cuerpo, doblados en el codo. Las caderas, el torso y las piernas giran sobre las puntas de los pies como una sola unidad, mientras que los brazos permanecen más o menos inmóviles. Los pies se mueven hacia adelante y hacia atrás en el suelo, y la danza puede variar en velocidad, intensidad y altura vertical según sea necesario. Ocasionalmente se levanta una pierna del suelo para estilizar el movimiento, pero generalmente la postura de baile es baja y con los pies en contacto con el suelo con muy poco movimiento vertical. Los movimientos incluyen el puré de patatas, la natación, el ahogado, el giro, el balanceo de brazos y el giro de una pierna.
Otra descripción de los movimientos popularizados por Chubby Checker:

1. POSTURA: Posición de Prizefighter, una pierna extendida hacia delante, y los brazos extendidos hacia delante desde el codo.
2. MOVIMIENTO: Las caderas giran de lado a lado como si se frotara con una toalla. Las rodillas están ligeramente dobladas. Cuando las caderas se mueven hacia la izquierda, los brazos se mueven hacia la derecha, y viceversa.
3. MOVIMIENTO DE LOS PIES: Girar los pies como si se apagara un cigarrillo. Todo el cuerpo se mueve hacia delante y hacia atrás y de lado a lado.

Según Time, "los bailarines apenas se tocan o mueven los pies. Sin embargo, todo lo demás se mueve. La parte superior del cuerpo se balancea hacia delante y hacia atrás y las caderas y los hombros giran eróticamente, mientras que los brazos se empujan hacia dentro, hacia fuera, hacia arriba y hacia abajo con los movimientos parecidos a los de los cuidadores de pájaros desconcertados que luchan contra una bandada de arrendajos azules que atacan" 

## Éxitos del twist enBillboard
- "The Twist" por Hank Ballard y The Midnighters (n.º 28, 1959)
- "The Twist" por Chubby Checker (n.º 1, 1960; n.º 1, 1962)
- "Let's Twist Again" por Chubby Checker (n.º 8, 1961)
- "Twistin' U.S.A." por Danny & the Juniors (n.º 20, 1961)
- "Slow Twistin'" por Chubby Checker (n.º 3, 1962)
- "Peppermint Twist – Part 1" por Joey Dee and the Starliters (n.º 1, 1962)
- "Hey, Let's Twist" por Joey Dee and the Starliters (n.º 20, 1962)
- "Dear Lady Twist" por Gary U.S. Bonds (n.º 9, 1962)
- "Twist, Twist Senora" por Gary U.S. Bonds (n.º 9, 1962)
- "Twistin' Postman" por the Marvelettes (n.º 34, 1962)
- "Twistin' the Night Away" por Sam Cooke (n.º 9, 1962)
- "Twist and Shout" por the Isley Brothers (n.º 17, 1962)
- "Twist-Her" por Bill Black's Combo (n.º 26, 1962)
- "Soul Twist" por King Curtis & His Noble Knights (n.º 17, 1962)
- "Bristol Twistin" Annie" por the Dovells (n.º 27, 1962)
- "Percolator (Twist)" por Billy Joe & the Checkmates (n.º 10, 1962)
- "Do You Know How To Twist" por Hank Ballard and The Midnighters (n.º 87, 1962)
- "Twist It Up" por Chubby Checker (n.º 25, 1963)
- "Twist and Shout" por the Beatles (n.º 2, 1964)

### En Francia
- Les Chats sauvages: Twist à Saint-Tropez, Viens danser le twist, Laissez-nous twister, etc.
- Dalida : T'aimer follement, Itsi bitsi petit bikini, Garde-moi la dernière danse, Le jour le plus long, Le petit Gonzalès
- Johnny Hallyday: Danse le twist avec moi
- Richard Anthony: J'irai twister le blues
- Les Chaussettes noires, Dalida : La leçon de twist
- Petula Clark: Ya Ya Twist.
- Henri Salvador: Le drôlatique Twist SNCF.
- Futéruzés : Twist avec maman

### En Alemania
- Billy Sanders: Hallo Mister Twist
- Caterina Valente: Popocateptl Twist
- Oliver Twist and the Happy Twistler : Twist für Gina
- Peter Van Eck und sein Quintett : Bundespresseball Twist

### Polonia
- Helena Majdaniec: Wesoły twist (Twist alegre), Jutro będzie dobry dzień (Mañana será un buen día), Rudy rydz

## El twist como fenómeno social

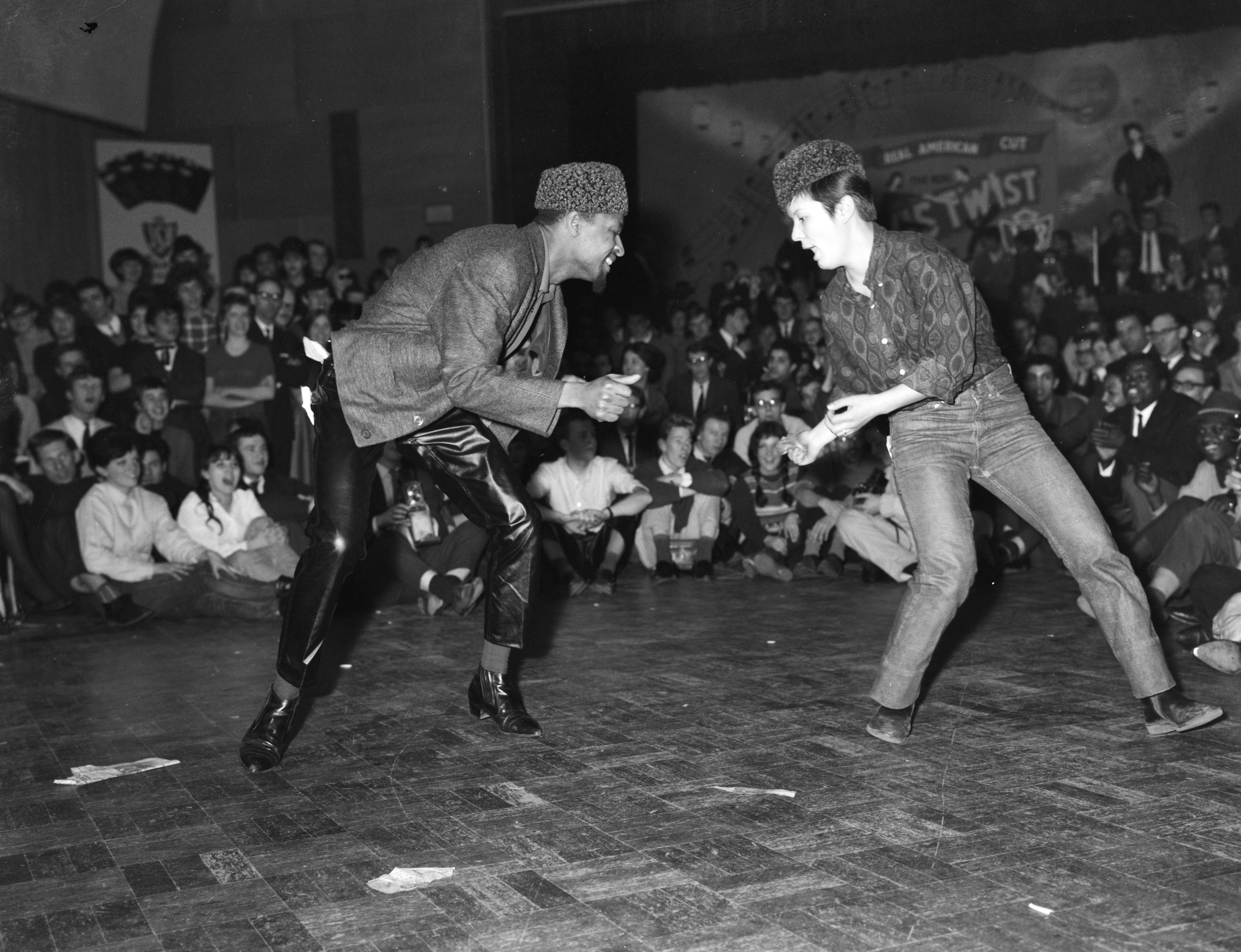
Campeonato Nacional de Twist en Ámsterdam, 1962.

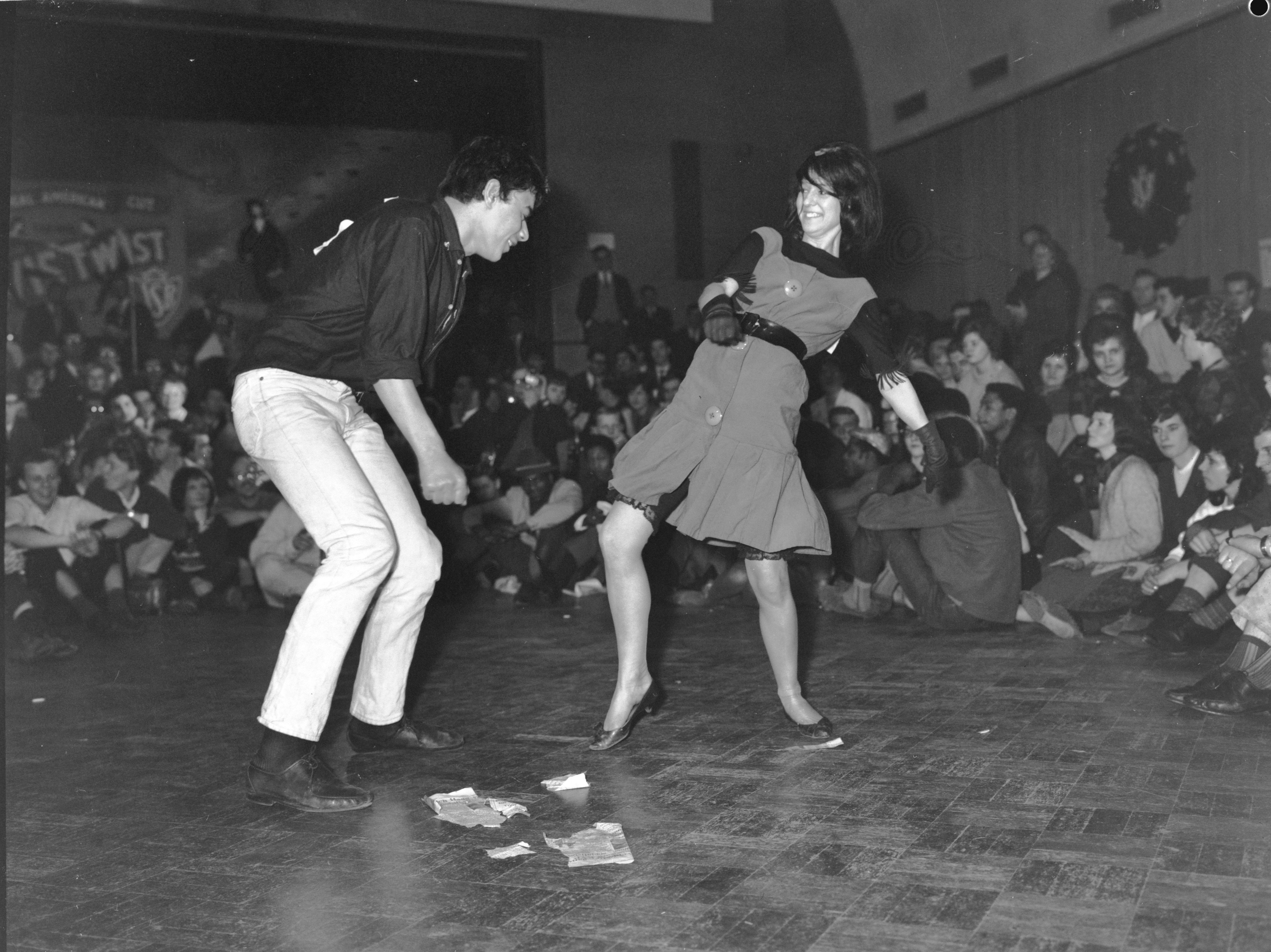
Campeonato Nacional de Twist en Ámsterdam, 1962.

Este baile es adecuado tanto para bailarines malos y tímidos como para coquetos y volubles, sin mencionar las actitudes muy sugerentes a las que se presta.
Por otra parte, el twist desactiva el contenido juvenil rebelde que contenía el rock 'n' roll primitivo, para difundir una visión hedonista y festiva, no sin segundas intenciones comerciales. Rápidamente se volvió transgeneracional: la ilustre big band del veterano Count Basie lanzó The Basie Twist en 1962, escrita por Benny Carter, mientras Frank Sinatra cantaba Everybody's Twistin. Ese mismo año, Maurice Chevalier, que entonces contaba con setenta y cuatro años, grabó Le Twist du canotier, acompañado por Les Chaussettes Noires. El giro marca la entrada a la era optimista y consensuada del yéyé.

## En la cultura popular

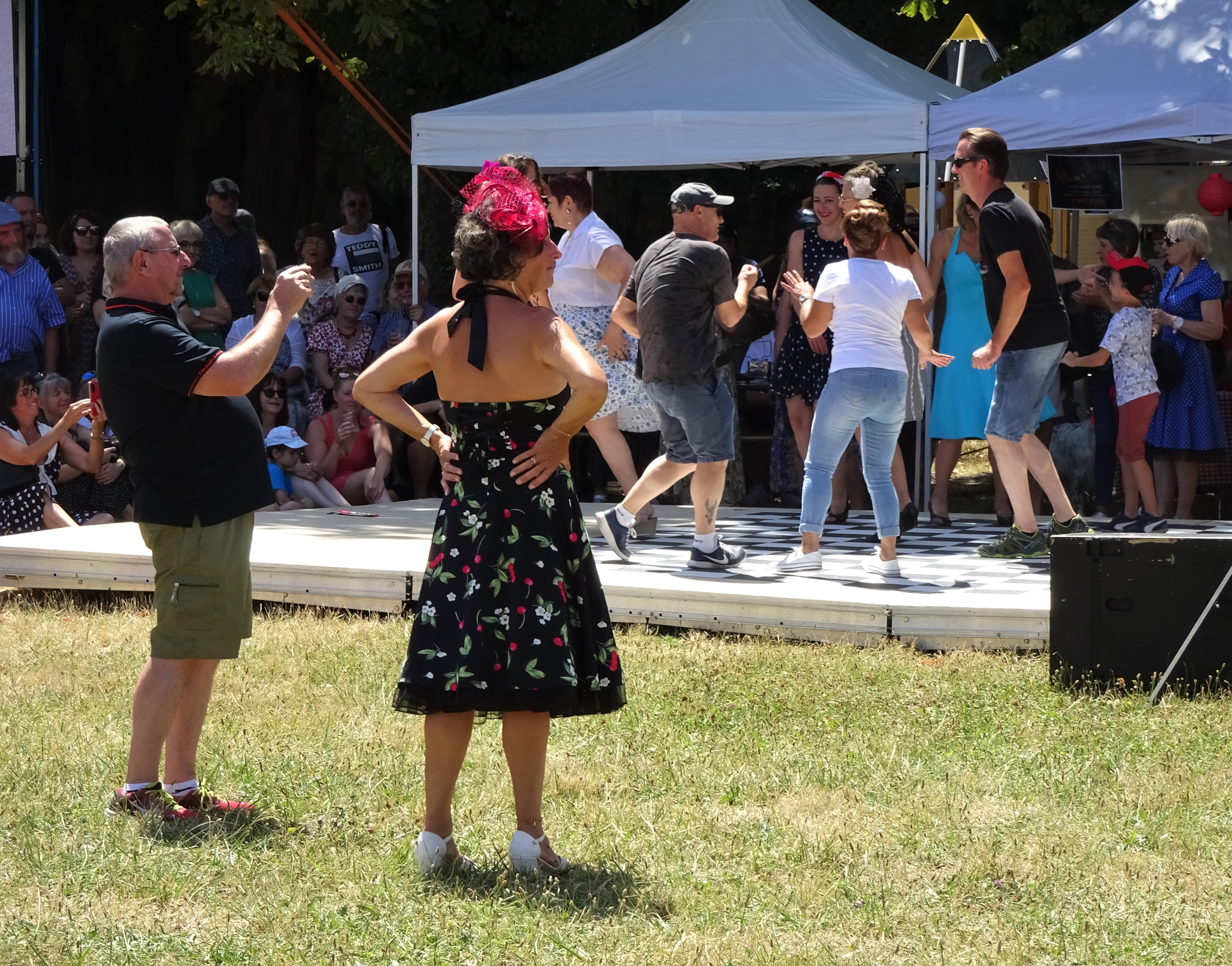
Bailando twist en Viviers, Francia, 2022.

En 1962 Dell Comics produjo un cómic llamado The Twist que ficcionalizaba la moda del baile Peppermint Lounge. Varios programas de televisión parodiaron el baile a principios de la década de 1960. Un episodio de The Alvin Show mostró una parodia del Twist llamada The Alvin Twist. «La versión de Flintstones se llamaba Twitch y se emitió en 1962, al igual que el Twizzle de El Show de Dick Van Dyke. Ese mismo año, apareció en un episodio de «Leave It to Beaver» titulado «Beaver Joins a Record Club». También se mencionó en el número 2 de Amazing Spider-Man, donde Jameson le dice a Peter Parker que compre «discos twist» con su dinero.
El Comité Federal de Mercado Abierto de los Estados Unidos (FOMC, Federal Open Market Committee) incluso hizo referencia a esta moda cuando las medidas adoptadas en 1961 se denominaron «Operación Twist». En 2011, el FOMC reactivó la Operación Twist.
A mediados de la década de 1960, el baile llegó a la Unión Soviética y se popularizó en una película de 1967 llamada Secuestro al estilo caucásico. Los movimientos de baile se describían -y visualizaban- de la misma manera que Chubby Checker los describía, apagando cigarrillos con las puntas de los pies.
Más tarde, este baile se consideraría emblemático de principios de la década de 1960, y las canciones populares, los programas de televisión y las películas harían referencia a él cuando quisieran transmitir el espíritu de esa época. En 1978, el grupo de rock The B-52's incluyó la frase «Twisting round the fire» en su canción de referencias a las películas de fiestas en la playa de los años sesenta, «Rock Lobster».
The Twist fue una de las inspiraciones de la canción de Exodus «The Toxic Waltz», de su álbum de 1989 Fabulous Disaster.
La canción «Aneurysm» de la banda Nirvana, publicada por primera vez en 1991 en el sencillo «Smells Like Teen Spirit», incluye una mención destacada al animado baile en la primera línea de cada verso, incitando a sus oyentes a: «Come on over, and do the twist».
En 1993, una película de Ron Mann llamada Twist era un documental sobre la moda. La película de Quentin Tarantino de 1994 Pulp Fiction mostraba a John Travolta y Uma Thurman bailando el Twist al ritmo de «You Never Can Tell» de Chuck Berry como parte del Concurso de Twist de Jack Rabbit Slim. En Spider-Man 3 (2007), Harry Osborn y Mary Jane Watson bailan «The Twist». En un episodio de la primera temporada de Mad Men («The Hobo Code»), Peggy Olsson y otros empleados de Sterling Cooper bailan «The Twist» de Chubby Checker. La primera temporada transcurre en 1960, cuando la versión de Checker se convirtió en un éxito.
En 1995 Faber & Faber publicó The Twist: The Story of the Song and Dance That Changed the World, de Jim Dawson, ISBN 978-0-571-19852-8. En 2009, una versión del Twist fue interpretada por Lady Gaga y sus bailarines de acompañamiento en el vídeo oficial de la canción «Bad Romance». El Twist también fue una parte fundamental del libro El extraño caso de Origami Yoda (2010), en el que una marioneta de hecha mediante origami para parecerse a Yoda da consejos.

## Películas
- A Ritmo de Twist (1961) mexicana
- Twist, Locura de Juventud (1962) mexicana